# Wasa Express
Wasa Express är ett svenskt jazzrockband som bildades i början av 1976. Medlemmarna var då Bo Hallgren (keyboard), Bo Häggström (elbas), Cary Sharaf el Din (gitarr) och Åke "Doktor Åke" Eriksson (trummor). Bandet spelade in fyra skivor under åren 1976 till 1979, då gruppen splittrades. Efter att ha återförenats en kort tid 1986 återförenades de för andra gången 2003.
De två första albumen var mer eller mindre instrumentala, men på det tredje kom Roger Holegård (från Neon Rose, numera Future Elephants?) in på sång och gruppen blev därmed ett mer renodlat rockband. 
Vid återföreningen 1986 bestod bandet av Eriksson, Hallgren, Sharaf, basisten Marcel Jacob (Yngwie Malmsteen, Talisman) och sångaren Matti Alfonzetti (Jagged Edge, Skintrade, Talisman). 
Vid den andra återföreningen 2003 gav gruppen ett antal konserter vilket gav mersmak, för sedan dess framträder man mer regelbundet. En ny skiva spelades in och släpptes 2004. Även år 2006 gavs en skiva ut, Wasa Express goes to Hollywood. Kvarvarande medlemmar från den ursprungliga gruppen är Åke Eriksson och Bo Hallgren.
Gruppen har spelat live utomlands och spelar fortfarande tillsammans. År 2014 gav gruppen ut en skiva som bara släpptes på gul vinyl.
Cary Sharaf flyttade till USA (New York) 1980, och medverkade 1981 på plattan Don't Say No med Billy Squier som sålt 3x platina i USA samt turnerade med Squier i USA samma år. Sharaf flyttade kort därefter  till Los Angeles då hans fru fick jobb där inom TV.
1982 var Sharaf påtänkt som ersättare för Ace Frehley i Kiss och träffade managern Bill Aucoin, men fick inte jobbet som gick till Vinnie Vincent. I Billy Squiers band hade Sharaf ersatt framtida Kiss-gitarristen Bruce Kulick.
Sharaf spelade också i bandet Avalanche med sångerskan Ellen Warshaw som hade gett ut ett soloalbum 1973. Eriksson åkte över till USA för att spelad trummor på demos med Avalanche.

## Medlemmar
- Åke "Doktor Åke" Eriksson – Trummor
- Bo Hallgren – Keyboard
- Suzie Öhlin – Sång
- Björn Melin – Gitarr
- Thomas Berglund – Gitarr
- Peter Jägerhult – Bas

## Tidigare medlemmar
- Roger Holegård – sång, gitarr
- Bo Häggström – elbas
- Cary Sharaf el Din – gitarr
- Marcel Jacob - bas
- Matti Alfonzetti - sång

## Diskografi
- 1977 – Wasa Express
- 1978 – On With the Action
- 1978 – Till Attack
- 1979 – Schack Matt
- 2004 – Psychedelic Jazz Trance
- 2006 – Wasa Express goes to Hollywood
- 2009 – OS 2032